# Реймънд Бертиом
Реймънд Бертиом (на английски: Raymond Berthiaume; 9 май 1931 г. – 23 юни 2009 г.) е канадски джаз певец, композитор, музикален продуцент от Квебек, Канада.

## Биография
Роден е в Лавал, Квебек, на 9 май 1931 година. Умира от рак след 10 дни в болница в Монреал, Квебек на 23 юни 2009 г.
Учи пиано и саксофон в College Laval. През 1948 г. създава инструментална група, наречена „Трите бара“. Собственикът на бара, в който свири групата, предлага да изберат вокалист, знаейки, че това ще направи групата по-популярна. Избран е Бертиом. Групата скоро е призната за най-добрата в града. Свирят в нощния клуб „Ел Мароко“, където изпълняват песни на Франк Синатра, Тони Бенет и Вик Деймън.
През 1954 г. музикалният лейбъл RCA Victor подписва с триото и групата изпълнява италианския хит N'oublie Jamais на френски език. Това се превръща в хит за групата, продавайки близо 40 000 броя . Въпреки славата Бертиом предпочита да прекарва време в звукозаписни студия, а след това на сцената.
През 1956 г. Бертиом започва да записва музика за реклама, по-специално за цигарите Sweet Caporal. Слад това е търсен за реклами за други компании.
През 1968 г. изпълнява кавър версия на френски на „Светът, който познаваме“ на Франк Синатра, озаглавена Un Monde Avec Toi, за която печели награда на Gala des artistes.